# Robert Horyna
Robert Horyna (* 10. srpna 1970 Hradec Králové) je bývalý český hokejový brankář. V současnosti je trenérem brankářů v týmu HC Mountfield Hradec Králové.

## Hráčská kariéra
Hokeji se začal věnovat v šesti letech. V roce 1986 opustil mateřský klub Stadion Hradec Králové a přestoupil do HC Dukly Jihlava, kde v juniorském týmu získal titul juniorského mistra Československa. Prošel všemi mládežnickými reprezentačními výběry a mezi jeho největší úspěchy patří juniorský titul na Mistrovství Evropy juniorů v ledním hokeji 1988 v Československu (turnaj se konal na území ČSR) a třetí místo na Mistrovství světa juniorů v ledním hokeji 1990 ve Finsku. V roce 1990 byl draftován NHL týmem Toronto Maple Leafs. Po třech letech v zámořské soutěži, převážně na farmě hlavního týmu Toronta - St. John's Maple Leafs, se vrátil zpět do Hradce Králové, kde v sezóně 1993/94 hrál extraligu. Po odchodu z Hradce Králové v roce 1995 chytal v české extralize za HC Olomouc, HC Karlovy Vary, HC Slávii Praha a HC Havířov. Dále v týmech slovenského HK Popradu a německého Duisburgu. Kariéru ukončil v sezóně 1999/2000, kdy chytal za prvoligový HC Havířov a druholigový HC Draci Šumperk. Po ukončení kariéry se vrátil do Hradce Králové, kde od roku 2003 působí ve funkci sportovního manažera, tři roky byl navíc asistentem trenéra v prvoligovém A mužstvu HC Mountfield Hradec Králové. Je držitelem trenérské licence B.